# Adam (oběť vraždy)
Adam je označení pro neznámého chlapce, jehož trup byl nalezen v řece Temži v Londýně 21. září 2001. Vyšetřovatelé věří, že chlapec pocházel z jihozápadní Nigérie a několik dní před vraždou byl propašován do Velké Británie, kde se stal obětí rituální vraždy související s přípravou tzv. muti, tradičních afrických léčebných přípravků, jejichž součástí někdy bývají i části těla dětí. Totožnost chlapce i jeho vraha či vrahů zůstává neznámá.

## Pozadí
21. září 2001 byl v řece Temži poblíž Tower Bridge objeven trup neznámého chlapce, kterého vyšetřovatelé začali nazývat „Adam“. Chlapec byl černé pleti, asi 4–7 let starý, měl na sobě pouze oranžové dívčí šortky. Pitva prokázala, že Adam byl otráven, jeho hrdlo bylo proříznuto, aby vykrvácel. Následně mu byly odborně odstraněny hlava a končetiny. Analýza obsahu žaludku a stop minerálů v jeho kostech ukázala, že byl v Británii nanejvýš několik dní před vraždou a že pravděpodobně pocházel z okolí Benin City. To vedlo vyšetřovatele k domněnce, že chlapec byl propašován do Británie právě proto, aby se stal obětí rituální vraždy.

## Vyšetřování
V britských ani evropských databázích pohřešovaných dětí se žádné odpovídající dítě nenašlo, vyšetřovatelé proto požádali o pomoc veřejnost. Pozornost médií však byla zastíněna teroristickými útoky 11. září 2001. V Británii se případu začala věnovat větší pozornost až během následujícího roku, kdy byly za informace vedoucí k dopadení Adamových vrahů nebo k identifikaci chlapcova těla vypsány odměny, v Nigérii se však případu nikdy nevěnovala širší publicita.
Když se v roce 2002 dostalo do slepé uličky, vydal Nelson Mandela veřejné prohlášení, ve kterém vyzval k tomu, aby byly jakékoli informace vedoucí k odhalení pachatele nebo identifikaci chlapce předány britské policii. Mandelův projev byl vysílán po celé Africe a přeložen do mnoha místních jazyků včetně jorubštiny, kterou se hovoří v regionu, odkud Adam pravděpodobně pocházel.
V roce 2003 londýnská policie konzultovala jihoafrické odborníky na muti. Ti na základě oranžových šortek usoudili, že Adamovi vrazi byli jeho příbuzní. V rituálech muti červená barva symbolizuje zmrtvýchvstání, oranžové šortky tedy měly vyjadřovat, že jeden z vrahů, Adamův příbuzný, se mu takto za vraždu omlouval a doufal v jeho vzkříšení. Policie se také snažila vypátrat v Nigérii Adamovu rodinu. Navzdory navštěvování základních škol a prověřování zpráv o pohřešovaných dětech se je najít nepodařilo.
29. března 2011 se televiznímu týmu podařlo kontaktovat ženu jménem Joyce Osiagede, která tvrdila, že tělo patří šestiletému chlapci jménem Ikpomwosa. Joyce se o něho údajně starala v Německu poté, co byli jeho rodiče deportováni zpět do Nigérie. Pak předala chlapce muži, který se údajně jmenoval Bawa, a ten ho propašoval do Londýna. V únoru 2013 Osiagede kontaktovala BBC a oznámila, že chce sdělit vše, co o případu ví. Tentokrát uvedla, že zavražděný chlapec se ve skutečnosti jmenoval Patrick Erhabor a muž, který ho propašoval do Anglie, Kingsley Ojo. Uvedla také, že chybně identifikovala fotografii, která se rozšířila do médií – na té byl žijící syn jejích přátel. Policie však zpochybnila její psychický stav i věrohodnost jejích tvrzení; formálně Adam nikdy identifikován nebyl.

## Související případy
V červenci 2002 přicestovala do Spojeného království z Německa Nigerijka, která tvrdila, že uprchla před jorubskou sektou, která praktikuje rituální vraždy. Tato sekta se údajně pokoušela zabít jejího syna. Žena tvrdila, že ví, že Adam byl v Londýně zavražděn svými rodiči. Při prohledávání jejího bytu policie našla oranžové šortky stejné značky, jako byly ty, které se našly na Adamově těle. V prosinci 2002 byla deportována zpět do Nigérie.
Při prověřování ženiných kontaktů policie našla jiného Nigerijce, muže jménem Kingsley Ojo. Při prohledávání Ojova domu se našlo mnoho rituálních předmětů, žádný z nich však neodpovídal Adamovu DNA. V roce 2004 byl Ojo odsouzen za pašování dětí a odsouzen na čtyři roky. 